# 张沈川
张沈川（1900年4月2日—1991年7月25日），原名张燕铭，曾用名张沈传，化名“沈哲”，湖南省慈利县阳和乡杨家坪人。第五届全国政协委员。中共无线电通信事业的创始人之一。中共第一位无线电报务员。

## 生平
幼年读私塾，后与袁任远、张一鸣、佘爱生（即余惠）等就读家乡的阳和渔浦书院（渔浦高等小学）。1918年被土匪绑架，三天后用钱才得以赎回。1922年到长沙考入湖南公立法政专门学校。长沙发生六一惨案时，积极参加反日爱国运动。1923年到北京补习准备报考大学，住在西直门内萧忠贞开设的“石门会馆”，结识了湖南同乡罗荣桓。1924年与同在北京的石门人伍家宥、萧忠贞、苏清卓等人共同发起组织“甲子社”(时为甲子年)。1924年6月，与同乡罗荣桓、彭明晶考取了私立青岛大学预科。1924年8月到青岛大学读书。张沈川回忆，时任胶澳商埠督办兼校长的高恩洪之所以创办并坚持将青岛大学为私立性质，是为了使学生不卷入“政治漩涡”。在青岛大学发起组织了“三民实业社”，生产纱布、药棉、墨水、肥皂、蜡烛等用品，以此来抵制日货。1925年5月青岛日商纱厂工人罢工遭血腥镇压后（史称青岛惨案），私立青岛大学带头成立了声援日商纱厂罢工运动的青岛大学学生自治会、青岛学生联合会，任学联主席，在王伦（即李慰农）领导下，与同学罗荣桓、胡信之、彭明晶等组织“青沪惨案后援会”，支援日本纱厂工人运动，被张宗昌的山东地方当局通缉，潜逃到山东的高密、即墨一带农村躲避了一段时间。1926年6月从青岛大学预科结业后，南下广州考入中山大学文学院。参与创办社会科学研究社，得到鲁迅的赞扬与支持。课余时间到广州农民运动讲习所为毛泽东等校对讲稿。1926年10月任中国国民党中央军人部宣传干事，随国民政府从广州到武汉，途中（1926年10月在南昌）经朱雅林（即朱佩我）介绍加入中国共产党。1927年初被派到国民革命军总政治部（主任邓演达，副主任郭沫若），任总政治部先遣队（队长刘百川）文书股长。1927年7月下旬随北伐军总政治部先遣队从九江前往南昌参加八一起义，追到吉安未追上南下的起义部队，被清党追杀，遂回家乡慈利。
1928年2月参加中共党员余惠控制的中国国民党慈利县改组委员会任宣传委员。又到澧县任第十四军新编教导第五师（师长唐振铎）任宣传科长（罗瑞卿任师政治部上尉宣传员，余惠任秘书，任伯芳任参谋），1928年6月该教导师缩编为教导团，清洗革命分子，地下党员全部离开。1928年7月到上海找到党组织，任上海法租界地方党支部书记，住在法租界拉都路一个理发店的楼上。支部下属党员钱壮飞（行政院全国建设委员会下属的上海国际无线电管理处负责营销工作）汇报上海国际无线电管理处是官办的收发国际电报的营业机构，还是中统创办人徐恩曾正在筹办的特务机关。这一情况层报给上级后，周恩来、陈赓、顾顺章把钱壮飞调入中央特科，按照周恩来的“拿过来，打进去”的指示，与李克农、胡底组成3人特别支部，由陈赓单线联系。1928年下半年，改任中共上海法南区委（书记李富春）街道支部书记，支援上海法商电车公司3000多名工人大罢工。1928年11月28日晚，中央政治局常委、中央组织局主任周恩来在上海公共租界三马路惠中旅馆与张沈川谈话，先是详细询问了其个人情况“过去在什么地方念书？参加过哪些政治活动？什么时候入的党？由谁介绍的？”，然后通知“组织上决定让你学习无线电通信技术，从明天起，你就归黎明（即顾顺章）同志领导”，组织关系调入中共中央特科交通科，黎明派中央特科交通科科长李强联系领导张沈川，每月的生活供给也由李强代交。1928年11月底，化名“张燕铭”考入国民革命军第六军无线电台开办的上海无线电学校第一期。聘两名交通大学教授讲无线电基础知识外，其他一律用第六军电台报务员教技术课。李强为其买了自学的应用工具电键、蜂鸣器、干电池等，还花了12块银元买了个矿石收音机和一副耳机，由李强装了天线与地线。台长兼校长刘鹤年是在青岛反帝斗争组织“青岛惨案后援会”中的旧识，刘时任青岛测候所（即气象站）当报务员。因此1929年5月结业后得以进入第六军司令部电台室实习，从同住的杨姓机务技工学会了简单的机务保养工作，并趁单独值夜班复写了军用密码表交给党组织，成为周恩来编制“豪密”的最直接参考资料。1929年7月以“六军电台见习生渐多，练习机会少了，他需四处走走，寻个差事做做”为托词离开第六军电台，在上海公共租界赫德路(今常德路)租一间房子和留法的贺果(贺培真)同住，特科的李强在特科党员蔡叔厚的专营霓虹灯生意的“绍敦电机公司”（福煦路403号，现延安中路569号)掩护下，到从苏氏兄弟开办的亚美无线电公司偷学技术、借到大华无线电公司的样机进行拆卸并画出结构图，顺利购买到美国RCA各种无线电配件器材，在“绍敦电机公司”楼上，李强参照《无线电杂志》上的线路图样安装出一台50瓦的发报机和一部3灯收报机。这是中共第一部无线电台。周恩来指示尽快开通与香港党组织的无线电通信。中央特科1929年秋在沪西极司菲尔路(现万航渡路)福康里9号（今延安西路420弄9号）租下一幢石库门房子，与北京女子师范大学“三一八惨案”被开除的六名学生中的蒲秋潮假扮夫妻“住机关”。1929年12月，李强和黄尚英到香港九龙弥敦道靠海边的一小楼里建立了中共第二个秘密无线电台。邓小平和机要员龚饮冰从上海经香港前往广西领导百色起义时，龚饮冰向李强要了该电台的呼号和密码本。1930年1月初实现了上海党中央张沈川台与在香港的中共南方局电台的通联，这是中共首次远距离无线电通信。1930年3月，中央特科办了第一期无线电训练班，由李强负责，张沈川与李强分别化名“张振声”和“沈哲”执教，采取分散居住、单线联系、登门教学的办法，有黄尚英（1930年因肺痨在杭州病逝）、王子纲、伍云甫、曾三、曾华伦、王有才、喻杰生、刘光慧(女)、赵荫祥(女)、蒲秋潮(女，1936年在满洲病逝)等近十名学员。1930年5月，因3个月前隔壁开了妓院往来人员复杂，为安全起见，中央特科将福康里9号的电台转移到静安寺路（今南京西路）赫德路福德坊1弄32号，继续与中共南方局香港台通报。1930年八九月间，得了伤寒病加肺结核，长时间高烧不退，40多天卧床不起；周恩来指示聂荣臻、陈赓看望张沈川，中央特科采取了许多办法进行救治，终于治愈。1930年9月第二期无线电训练班由顾顺章领导，在上海巨籁达路(今巨鹿路391弄12号)四成里一座三层石库门设立“福利电器公司”为掩护，采取集中训练方式办班，实际负责人李强兼管机务，张沈川管报务，吴克坚为中央与特科之间的交通联络管组织和经费，从苏联学习无线电回国的涂作潮、方仲如（方廷桢）、毛齐华、沈侃夫（陈保礼）、李元杰、程祖怡等6人参加集训班的教学和领导。16名学员由各省、市委选送，计广东8人、江苏5人、湖南2人、福建1人。虽然招牌上写着“工厂”，但进进出出的教员和学员有的穿长袍，有的穿西装，有的穿工人装，还有的穿学生装，形形色色的人聚集在一起，又没有明显的业务和产品，很容易引起怀疑。1930年12月17日，法租界巡捕突袭“福利电器公司”，所有在场人员（教员张沈川、沈侃夫、方仲如、李元杰等4人，与任机等16名学员）被捕入狱，学员谢小康趁敌不备，悄悄将窗帘拉开，对外发出警报。到毛齐华家吃午饭的宋濂、李强因而幸免，穿了一身工装外出买油漆的涂作潮回来时在门口被巡捕盘问也侥幸得脱。宋濂经此一事后，开了小差，从此脱离队伍。当晚20人被引渡至上海市公安局侦察科，两度被上“老鹰架”酷刑，以致肩膀和腰部受重伤。1930年底转入南京小营子第一陆军监狱，反复被上电刑，以致昏死过多次。1931年2月转押南京江东门中央军人监狱。数月审讯，20人都不承认是共产党，未泄漏党的秘密、未暴露真实身份。1931年上海党中央曾委托一位代号“妹夫”的人三次前往南京监狱看望张，党中央曾组织过多批次营救，但最终没能成功。1931年4月国民政府行政院军政部陆军署军法司会审，依据《危害民国紧急治罪法》判处其中17人有期徒刑九年七个月，另外三人有期徒刑六年六个月，不发判决书、不准上诉。其中沈侃夫、麦建平、张庆福、谢小康4人，因受刑过重或恶性痢疾不治死于狱中。
1936年8月张沈川等经友人萧忠贞多方打点，以中国国民党中央候补监察委员的身份将其提前保释，带任机回湖南家乡养肺痨病。方仲如经友人关中哲保释出狱回家乡陕西，张沈川通过方仲如与陕北取得了联系。11月在长沙经岳云中学教师王厚基介绍，经在长沙中共代表徐特立同意，到常德的湖南省第二行政督察专员公署（专员王育瑛为其渔浦高小同学）挂名为建设科长（一说特派员、视察员），安身养病数月，身体基本恢复，给已到延安的方仲如去信，要方向周恩来请示。方仲如从延安回信，传达了周恩来要张沈川“就在地方工作，不必去延安”，并允派人来帮助工作的指示。方仲如又告张：党组织同意他“在没有革命种子的地方散播革命种子”的工作想法。后专署迁慈利又回迁常德，受党组织安排，张沈川辞去专署挂名职务，和任机留在慈利县立初级中学（校长于知雄，今慈利一中）任英文教员，以二十四班、二十五班学生为骨干提议组织“慈利抗敌流动剧团”，开展抗日救亡群众宣传募捐工作；以“慈利学生自治会”名义创办抗日刊物《慈中旬刊》，共发行7期，发行范围为九澧各县中学和县内各小学。1938年初代理慈利教育局局长，认为澧水流域教育资源匮乏，澧水及沅水下游一带初中毕业生就近无学可上，积极倡议“在澧水流域兴办职中、高中”，1941年在重庆开源银行积极支持创办了“九澧中学”（今石门县第一中学）。多次秘密前往八路军驻湘通讯处，向中共驻湘代表徐特立汇报慈利的情况，并提出去延安的请求。徐特立向张沈川介绍了党在湖南的工作任务是“开展统一战线工作，推动各界爱国人士参加抗日斗争；动员群众募集物资支援抗日斗争；同时为秘密恢复和发展党的组织创造条件”。徐特立对慈利的情况作了分析后指示：“根据你的情况，广大青年群众还是支持你的，教育厅的态度也比较明朗，还是继续回去搞，实在搞不下去了再说。我现在指定我们办事处的王凌波(八路军驻湘通讯处主任)同你联系，你还是回去工作。”1938年5月张沈川介绍了慈利中学(初中)二十四班学生于棠章、于蔚章、杨复俊（杨帆）3人，在慈中教师任机带领下，带着张沈川给八路军武汉办事处的介绍信和慈利县教育局开的护照，辗转经武汉《新华日报》社长潘梓年、八路军驻陕办事处处长伍云甫转接介绍信，赴延安入读抗日军政大学。1938年6月萧忠贞就任永顺行政督察专员，张沈川把萧忠贞引荐给王育瑛，王育瑛借给萧忠贞1000大洋，300支枪，萧忠贞得以在湘西立脚、查办匪患，修公路，安装电话，设立银行，兴办永顺乡村师范学校 （后为省立第八师范），整顿永郡联立中学。武汉沦陷后，王凌波给张沈川来信指示工作，并告之他已从桂林、重庆去延安，要张同重庆八路军办事处联络。1938年10月慈利县长向大伟调任第198师团长，继任县长魏云十分仇视张沈川的抗日救亡工作。1938年11月，张沈川辞去教育局代局长职务，应邀到石门县的第198师（师长王育瑛）担任秘书。张趁协助王整训部队、恢复政治部建制的机会，将慈利、石门等地一批进步青年吸收到该师，作为统战工作骨干力量，建议王师长组织“话剧团”、成立“无线电训练班”加强抗日宣传，提高部队抗战能力。王采纳了张之建议。张沈川随第198师到大庸剿匪后，慈利、大庸士绅联合大庸县党部书记长李佐麟、第198师政治部主任杨恒业，指控张沈川通共；但大庸县长程为筠看在专员萧忠贞、第198师师长王育瑛的面子上力挺张沈川。1939年9月第九战区司令长官兼湖南省政府主席薛岳密令王育瑛缉拿张，王育瑛通知张沈川，张遂逃匿常德。不久随赴中央训练团受训的王育瑛去重庆，顺利到达八路军重庆办事处。经湖南特科周怡、张玉琴证明，恢复党的组织关系，从此在周恩来、董必武直接领导下，以国军军官、重庆开源银行（董事长陈公孟，总经理吴梦茵）经理等身份开展工作。1946年8月任行政院善後救濟總署在解放区特别设立的烟台办事处副主任，主任王师良常驻上海，张沈川大力援助山东解放区，莱芜战役期间从该处56台美制十轮大卡车借出48台，由胶东军区配上卡车司机执行紧急支前运输任务。1948年8月在上海遭追捕，转移至香港乘船到解放区。
1949年5月任中国人民解放军上海市军事管制委员会轻工业接管处研究组组长。因严重肺病，左肺压缩，不能呼吸，先后三次行胸廓改形术，割去左胸八根肋骨，卧床一年。1952年调任最高人民检察署任检察员。1954年11月8日第一届全国人民代表大会常务委员会任命最高人民检察院首批31名检察员，张沈川为其中最长者。历任最高人民检察院副厅长、第五检察厅厅长、党委委员。1960年10月届龄退二线，任湖南省政协常委、中国科学院哲学社会科学学部湖南历史考古研究所副所长、党总支书记，所长谢华由湖南省委统战部长调任兼任湖南省地方志编纂委员会副主任委员。1966年3月12日第三届全国人民代表大会常务委员会公布任免人员决定，其中免去张沈川等15人最高人民检察院检察员职务。“文革”中下放五七干校7年半。恢复工作后，将补发的数万元工资全部交了党费。1980年6月，调回北京，住木樨地部长楼。1981年正省级待遇离休后，被聘为国家安全部特约咨询委员。陈云召见了当年中共特科的同志，要他们为党的历史留下珍贵的史料。张沈川自费四处发函、亲自登门走访，搜集整理几十万字的回忆录《1929～1949我党地下无线电通讯发展概况》。

## 纪念
张沈川故居：位于慈利县阳和乡杨家坪村。“张沈川同志纪念馆”在建。

## 家人
- 子张有典，1923年生
- 女张克利
- 女张僧宝：1938年生,大校军衔 
  - 丈夫金传玺：1935年生,大校军衔

## 備註
1. ↑  张一鸣后参加八一南昌起义，任红二军第十团团长。 1929年9月进攻沙市战斗牺牲
2. ↑  余惠后任红七军秘书科长、红55团政委、红20师政治部主任，1932年在中央苏区肃反被错杀
3. ↑  伍家宥，北大学生，后在国民党中央党部任职，曾任贵州省党部书记长兼代主任委员
4. ↑  苏清卓后任常德湖南省立四中校长
5. ↑  彭明晶为罗荣桓的入党介绍人，1928年春在武汉就义
6. ↑  即朱佩我，浙江海宁人，1926年在广州黄埔军校政治部工作
7. ↑  方仲如，后任杨虎城部独立旅政治处长、陕甘宁晋绥联防军司令部后勤部部长、西北野战军后勤部副司令员、第一野战军后勤部政委、西北军政大学副校长、西安市市长、西安市委第一书记、陕西省政协主席等职
8. ↑  王厚基，原为党员，因病没随部队参加南昌起义而脱党
9. ↑  于棠章即于黎光，后任唐县县长、屯溪市市长、江苏省外贸局局长、国家对外贸易部政治部负责人等
10. ↑  任机即任玑、苏刚达，1909年—1986年，江苏宜兴人，后任八路军驻陕办事处中校总务科长、总参某部某局政委、中国人民解放军南京外国语学院顾问